# Thulinius
Genre
Synonymes
- Thulinia Bertolani, 1982 nec Gibson & Bray, 1979

Thulinius est un genre de tardigrades de la famille des Isohypsibiidae.

## Liste des espèces
Selon Degma, Bertolani et Guidetti, 2014 :
- Thulinius augusti (Murray, 1907)
- Thulinius itoi (Tsurusaki, 1980)
- Thulinius romanoi Bertolani, Bartels, Guidetti, Cesari & Nelson, 2014
- Thulinius ruffoi (Bertolani, 1982)
- Thulinius saltursus (Schuster, Toftner & Grigarick, 1978)
- Thulinius stephaniae (Pilato, 1974)

## Étymologie
Ce genre est nommé en l'honneur de Gustav Thulin.

## Publications originales
- Bertolani, 2003 : Thulinius, a new generic name substituting for Thulinia Bertolani, 1981 (Tardigrada, Eutardigrada). Zootaxa, no 314, p. 1-4.
- Bertolani, 1982 : A new genus and five new species of Italian fresh-water tardigrades. Bollettino del Museo Civico di Storia Naturale di Verona, vol. 8, p. 249-254.